# Judit Hidasi
Judit Hidasi (Budapest, 11 luglio 1948) è una linguista, orientalista e iamatologa ungherese.

## Biografia
Judit Hidasi è nata a Budapest nel 1948. 
Ha completato i suoi studi universitari a Budapest all'Università Loránd Eötvös nel 1971 e ha conseguito ub diploma in anglistica, russistica e linguistica applicata e generale.
Ha ottenuto un dottorato in linguistica dal 1986.
Nel 2001 è diventata professoressa ordinaria di università.
È stata professoressa emerita dal 2017.
Ha contribuito notevolmente all'espansione delle relazioni internazionali all'Università di Economia BGE di Budapest.
Judit Hidasi era professoressa invitata nelle università in Giappone: l'Università Internazionale Josai a Tōgane, Kanda Università di Studi Internazionali a Chiba, l'Università di Waseda a Shinjuku, Tokyo, l'Università femminile Shirayuri a Chōfu, Tokyo e nelle università dell'Europa: l'Università Sapientia di Cluj-Napoca in Transilvania in Romania e l'Università di Tubinga in Germania.
Ha scritto più di 178 articoli e libri.

## Opere[2][3]
- Intercultural Communication: An outline, Sangensha, Tokyo, 2005.
- (EN) The Role of Stereotypes in a New Europe (PDF), in Intercultural Communication Studies, 1999–2000, n. 9,  pp. 117-122. URL consultato il 23 maggio 2019.
- (EN) H. J. & Yulia V. Lukinykh, A comparison of Russian and Hungarian Business Cultures (PDF), Budapesti Gazdasági Főiskola (La Escuela Superior de Estudios Económicos de Budapest) – Magyar tudomány ünnepe, 2009,  pp. 1-8. URL consultato il 23 maggio 2019 (archiviato dall'url originale il 25 febbraio 2014).